# Regele visurilor

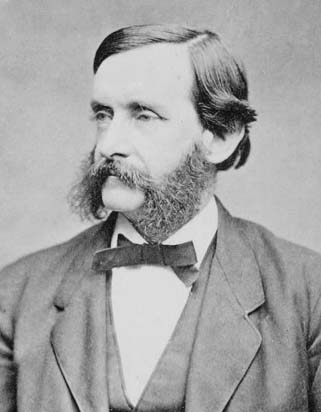
Povestirea lui Thomas Wentworth Higginson, „Regele visurilor”, a dat tilul acestui volum

Regele visurilor este (o povestire de Thomas Wentworth Higginson și) o colecție de povestiri științifico-fantastice. Volumul a apărut în 1980 la Editura Albatros din București, Colecția „Fantastic Club”. Volumul a fost tradus de Maria-Ana Tupan și conține povestiri ale scriitorilor Ambrose Bierce, Fitz-James O'Brien, Edgar Allan Poe, Thomas Wentworth Higginson, Mark Twain, J. D. Whelpley, Nathaniel Hawthorne, Jack London și Edward Bellamy.
Nuvela „Hans Pfaall” a fost tradusă de Ion Vinea și a fost reprodusă din volumul Edgar Allan Poe, Scrieri alese, Editura Univers, 1979, împreună cu notele redacției.

## Cuprins
- „Dispariții misterioase” – ficțiune scurtă de Ambrose Bierce (traducere a „Mysterious Disappearances” din 1893)[1]. Conține capitolele: Greutatea de a traversa un câmp; O cursă neterminată; Urma lui Charles Ashmore; Știința în prim plan.
- „Lentila de diamant” – nuveletă de Fitz-James O'Brien (traducere a „The Diamond Lens” din 1858)[2] Conține capitolele: Linia vieții; Visul unui savant; Spiritul lui Leeuwenhoek; Ochiul dimineții; Animula; Ultimul atom
- „Hans Pfaall” – nuvelă de Edgar Allan Poe (traducere a „Hans Phaall—A Tale” din 1835)
- „Regele visurilor” – ficțiune scurtă de Thomas Wentworth Higginson (traducere a „The Monarch of Dreams” din 1886)
- „Citim în "London Times" din 1904” – ficțiune scurtă de Mark Twain (traducere a „From the "London Times" of 1904” din 1898)[3]
- „Atomii lui Chladni” – ficțiune scurtă de J. D. Whelpley (traducere a „The Atoms of Chladni” din 1860)
- „Elixirul vieții” – povestire de Nathaniel Hawthorne (traducere a „Dr. Heidegger's Experiment” din 1837)
- „Umbra și străfulgerarea” – ficțiune scurtă de Jack London (traducere a „The Shadow and the Flash” din 1903)
- „Scurtă incursiune în viitor” – ficțiune scurtă de Edward Bellamy
- „Retrospectivă 2000” (fragmente) – ficțiune scurtă de Edward Bellamy
- „Postfață” de Maria-Ana Tupan

În „Lentila de diamant”, Linley este un tânăr om de știință obsedat de crearea microscopului perfect. În ciuda dorinței familiei sale bogate ca el să se ocupe de afaceri, Linley se mută la New York sub pretextul de a urma o facultate de medicină pentru a se concentra asupra ambițiilor sale științifice. După ce s-a blocat în cercetare, prin spiritism primește îndrumări de la spiritul lui Leeuwenhoek. Dându-și seama că vecinul său, Simon, are un diamant suficient de mare pentru nevoile sale, Linley îl ucide, înscenează o sinucidere și fură bijuteria. Folosind diamantul, Linley descoperă o lume microscopică într-o picătură de apă, locuită de o frumoasă figură feminină pe nume Animula, de care se îndrăgostește. Obsesia lui duce la neglijență, iar picătura de apă se evaporă, ucigând-o pe Animula și înnebunindu-l pe Linley.:pp. 151–157
Povestirea „Hans Pfaall” prezintă călătoria olandezului omonim cu un balon cu aer cald în Lună. Ea reprezintă una dintre primele povestiri science-fiction publicate, data sa de apariție fiind considerată de numeroși exegeți ai genului ca fiind data de naștere a literaturii S.F.:p. 198
În „Regele visurilor” personajul Francis Ayrault studiază subconștientul. În vis descoperă o copie a lumii reale, eliberată de coordonatele spațiului și timpului. Acesta ajunge acaparat treptat de zămislirile minții sale ce-i împrumută chipul și-i jefuiesc personalitatea, multiplicându-se la nesfârșit.
„Retrospectivă 2000” are ca temă călătoria în timp. Eroul se trezește din animație suspendată, după 130 de ani, într-un Boston ce beneficiază atât de progresele tehnicii (încălzire, iluminat, radio), cât și de profundele transformări sociale, inspirate de teoria marxistă a determinismului economic.
Descoperirea electricității este sursă de inspirație a unor invenții: tele-electroscopul lui Twain („Citim în „London Times” din 1904”) sau mașina de înregistrare a convorbirilor din „Atomii lui Chladni” de Whelpley.